# محمد يوسف أنصاري
محمد يوسف أنصاري (بالإنجليزية: Mohammad Yusuf Ansari)‏ هو سياسي هندي، ولد في 7 أبريل 1958 في الهند. حزبياً، نشط في سماجوادي.